# Louise Burns
Louise Burns, nascida em 14 de Novembro de  1985 é uma cantora e compositora canadense, é conhecida pela sua antiga banda, Lillix, onde era compositora, vocalista e baixista.

## Curiosidades
- Aos ser questionada sobre quem a inspirou a ter uma banda e porque, Louise deu uma resposta rápida: " Os Beatles. Eu preciso falar porque? Eles são os Beatles. Esse é o porquê."
- Ela é vegetariana
- Ela adora fazer shows em Tóquio, porque, segundo ela, os fans de lá são "looooucos"
- Sobre a preparação antes dos shows do Lillix, Louise dizia: "Nós não temos ritual. Nós temos 'a força
- Fontes informam que Louise interpretou a gêmea grady #2 do filme "The Shining" porém essa informação é falsa. O filme foi lançado em 1980, enquanto Louise Burns nasceu em 1985.

## Links
- Louise Burns Official Site